# Period (유전자)
Period(PER)는 노랑초파리(Drosophila melanogaster)의 X 염색체(chromosome)에 위치한 유전자로 처음 알려졌다. Period 유전자 전사 및 해당 단백질 PER의 수준에서의 진동은 약 24시간의 기간을 가지며, 초파리과(Drosophila)의 생물학적 기제인 생체시계의 일주율(circadian) 리듬을 구동하는 알의 부화(eclosion) 및 비행이동(locomotor) 활동의 분자 메커니즘에서 중요한 역할을 한다.
Period 유전자 해당 돌연변이는 일주기 리듬의 생체주기를 단축 (perS), 연장 (perL), 심지어 폐지(per0)할 수 있다.

## 같이 보기
- TP53
- CLK2